# Statut royal de 1834
Constitution de 1812 Constitution de 1812 (réappliquée en 1836)
Le Statut royal est une  charte octroyée (es) qui est adoptée en Espagne en  1834 et abrogée en 1836.

## Origine
Par décret du 4 mai 1814, Ferdinand VII abroge la constitution de 1812 et toutes ses dispositions. À partir de cette date, toutes les dispositions de l’Ancien Régime absolutiste furent rétablies (avec, selon ce qu'affirment certains auteurs, la promesse de rédiger une nouvelle constitution). Après la mort de Ferdinand VII en 1833, les commandes de l'État étaient aux mains des libéraux. Le testament du Roi désignait Isabelle II comme successeur et nommait son épouse, Marie-Christine de Bourbon comme "Reine-Gouverneur" (régente). Pendant la maladie de la reine et face aux prétentions carlistes, la Couronne s'est alliée aux libéraux en accordant une large amnistie et se lance dans un réformisme modéré qui se heurte à l'opposition carliste (en partie pour des motifs socio-économiques et pour la question des fors).
La volonté d'ouvrir le système politique à la participation des libéraux modérés s’est faite grâce à l'élaboration d'une règle (Statut) à vocation transitoire. À la suite de l'échec de la réforme de Cea Bermúdez, la régente charge, en 1834, Martínez de la Rosa de former un gouvernement. De la Rosa sera, avec Nicolás María Garelli (es) et Javier de Burgos, l'auteur du Statut royal, qui sera ratifié le 10 avril de cette même année.

## Caractéristiques du Statut royal
1. Il s'agit d'une règle qui fait le lien entre l'Ancien Régime et le début de l'État libéral. Il prévoit un renforcement du pouvoir du roi presque jusqu'à l’absolutisme en se fondant sur les lois traditionnelles du Royaume pour convoquer les Cortes Générales.
2. Ce n'est pas une constitution au sens strict, mais plutôt une « Charte octroyée » car il n’y a pas de pouvoir constituant et le qualificatif « royal » indique son origine. Le fait qu'il s'agisse d'une Charte octroyée implique que le monarque, en vertu de ses pouvoirs de souverain, se dégage de certains pouvoirs qu'il transfère à d'autres organes[1].
3. Le texte, très bref (50 articles contre 384 pour la constitution de 1812) est incomplet : il ne fixe aucun droit pour les citoyens et se contente de régler les relations entre les Cortes et le Roi, sans toutefois contenir un quelconque titre spécifique dédié au Roi, à la régence ou aux ministres. Ces sujets ne sont traités qu'au travers de références isolées disséminées tout au long du texte.

## Principes inspirateurs
1. S'agissant d'une Charte octroyée, la souveraineté appartient au Roi, même si le texte reconnait des attributions limitées aux Cortes. On peut même parler de souveraineté partagée, même si la personne du Roi ne fait face à aucune limitation importante de ses pouvoirs puisqu'il dispose du pouvoir exécutif et de la plus grande partie des ressorts législatifs (initiative législative et droit de véto).
2. Il ne met pas en place de séparation des pouvoirs et ne mentionne pas le pouvoir judiciaire. Le pouvoir législatif est en position de dépendance et le pouvoir exécutif, incarné par le Roi, est en position de suprématie et peu interférer dans l'activité des Cortes. Dans tous les cas, la collaboration entre pouvoir exécutif et législatif était prévue, comme le montrent les pouvoirs qu'avait le Roi sur les Cortes (convocation, suspension, dissolution) et le fait que la charge de ministre n'était pas incompatible avec celle de parlementaire.
3. Il s'agit d'une « constitution flexible » dans la mesure où aucune clause spécifique ne régissait sa réforme, qui pouvait donc être menée à bien par le biais d'une procédure législative ordinaire.
4. le Statut instaure un régime de type oligarchique : le corps électoral n'atteignait pas les 1 % de la population. L'idée était de maintenir les privilèges de la Couronne et d'une minorité.

## Organes institutionnels

### Les Cortes
Les Cortes sont bicamérales (elles ne redeviendront unicamérales qu'en 1931) et sont formées de l'Ordre des Pairs (Estamento de Procéres), la Chambre Haute et de l'Ordre des Procuradores, c'est-à-dire des députés (Estamento de Procuradores), la chambre basse. Il s'agit de réminiscences de l’Ancien Régime : les Pairs sont des aristocrates et se divisent entre les Grands d'Espagne et ceux choisis par le Roi. Il s'agissait d’une charge à vie et le nombre de Pairs n'était pas déterminé, ce qui permettait à la Monarchie d'obtenir une majorité suffisante. Les Procurateurs étaient en principe élus, mais un revenu élevé était exigé pour voter et être élu (suffrage censitaire).
Le statut ne définissait pas de système électoral et s'en remettait à des lois postérieures traitant de divers points. La première de ces lois (1834) instaurait le suffrage indirect et censitaire et la seconde (1836), un système d'élection directe ainsi qu'un suffrage censitaire et capacitaire. Les Cortes étaient à mi-chemin entre une assemblée consultative et législative. Elles ne pouvaient pas établir leurs propres règles puisque le Règlement de chacune des deux chambres devait être approuvé par la Reine-Gouverneur avant l'accord du Conseil de Gouvernement et des Ministres. De plus, le Statut prévoyait des ingérences constantes du Roi dans le fonctionnement des Cortes, ce qui était un obstacle au principe d'autonomie parlementaire et qui réduisait le Parlement à un simple rôle d'organisme consultatif et de collaboration pour le monarque.
Les lois devaient obtenir l'approbation des deux chambres et devaient ensuite être sanctionnées par le Roi, ce qui implique implicitement la possibilité pour celui-ci d'imposer un veto absolu. Les Cortes n'étaient pas convoquées automatiquement, puisque c'était le roi qui les convoquait, les suspendait ou les dissolvait.

### Le Roi
Le Statut lui attribuait un ensemble exorbitant de pouvoirs :
1. Monopole de l'initiative législative
2. Il convoquait, suspendait et dissolvait le Parlement
3. Il sanctionnait les lois, avec la possibilité d'exercer un droit de véto
4. Il nommait les Pairs en nombre illimité
5. Il choisissait le Président et le Vice-président des Ordres.
6. Il nommait et destituait le Président du Conseil des ministres et les membres du Cabinet

### Le Gouvernement
Un des points importants du Statut est sans doute la « constitutionnalisation », dans plusieurs passages du texte, de la fonction de Président du Conseil des Ministres. Néanmoins, le terme Gouvernement n'est utilisé qu'occasionnellement dans le texte, il est plutôt fait référence au Conseil des Ministres. De même, la dénomination de Ministre s'impose face à celle de Secrétaire d'État et du Bureau. Le texte marque la naissance d’un début de système parlementaire puisqu'il fallait obtenir la double confiance (du Roi et des Cortes) pour gouverner et de par l'apparition de ce qu'on appelait « question de cabinet » ou « question de confiance »